# Newe Daniel
Newe Daniel (hebräisch: נווה דניאל  oder נְוֵה דָּנִיֵּאל) ist eine israelische Siedlung im Westjordanland. Die Siedlung wurde 1982 gegründet und hat 2.361 Einwohner (Stand: Januar 2022). 2017 betrug die Einwohnerzahl 2.370.

## Lage
Newe Daniel befindet sich im Siedlungsblock Gusch Etzion südlich von Jerusalem. Sie ist mit 900 Metern die am höchsten gelegene israelische Siedlung im Westjordanland.
Die internationale Gemeinschaft betrachtet Newe Daniel, wie alle israelischen Siedlungen in den seit 1967 besetzten Gebieten, gemäß dem Völkerrecht als illegal. Israel bestreitet dies.

## Entstehung
Die Siedlung wurde im Juli 1982 gegründet. Nach Angaben der palästinensischen NGO Applied Research Institute - Jerusalem (ARIJ) wurden für die Errichtung 27 Dunam Land des benachbarten Ortes al-Chadr (arabisch: الخضر  hebräisch:אל-ח'דר) beschlagnahmt.
Im Januar 2002 errichteten Siedler nördlich von Newe Daniel den illegalen Außenposten Newe Daniel Nord, der ebenfalls auf zu al-Chadr gehörendem Gelände liegt.